# الاتحاد الرياضي القليبي
الاتحاد الرياضي القليبي، هو فريق كرة قدم تونسي تأسس في 21 فبراير 1990 في مدينة قليبية، يلعب هذا الفريق في الرابطة التونسية الثالثة لكرة القدم مستوى أول في موسم 2023 - 2024.

## وصلات خارجية
- صفحة الاتحاد الرياضي القليبي على موقع كوووة.
- الموقع الرسمي للجامعة التونسية لكرة القدم.